# Xaveriánusok
A Xavéri Szent Ferenc Külmissziós Jámbor Társasága (latinul: Pia Societas Sancti Francisci Xaverii pro exteris missionibus) egy pápai jogú férfivallási rend. Ennek a xaveriánusoknak nevezett papi gyülekezetnek a tagjai az SX kezdőbetűket adják nevükhöz. 

## Története
[

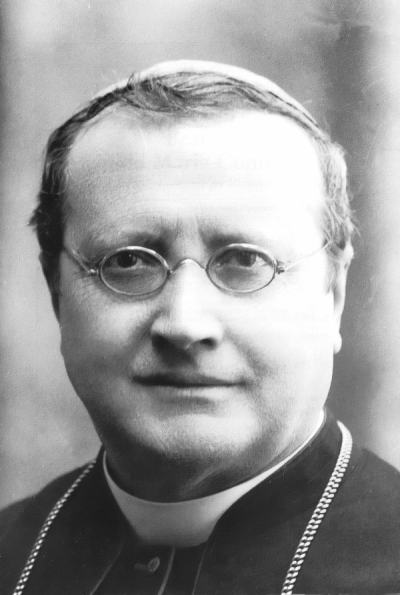
Guido Maria Conforti, a gyülekezet alapítója

A gyülekezetet Guido Maria Conforti (1865–1931) alapította. Fiatalkorában hiába próbált csatlakozni a jezsuitákhoz vagy a szaléziakhoz (1881), pappá szentelése után (1888) pedig hiába kérte püspökét, hogy küldjék missziós területekre. Missziós hivatásának beteljesítése érdekében ezután új gyülekezet alapításán gondolkodott, és az ötlet 1890 körül öltött testet. 
1894. március 9-én Conforti levelet írt Mieczysław Halka Ledóchowski lengyel bíborosnak, a Népek Evangelizációjának Kongregációja prefektusának, amelyben ismertette vele egy misszionárius papság képzésére szolgáló szeminárium létrehozásának tervét; Francesco Magani, Parma püspöke, 1895. november 1-jén aláírta az Emiliai Külmissziós Szeminárium (amelynek első székhelye a parmai Borgo del Leon d'Oróban volt) létrehozásáról szóló rendeletet, 1898. december 3-án, Xavéri Szent Ferenc ünnepén pedig egyházmegyei jogú szerzetesrendi kongregációként hagyta jóvá az intézményt (Xavéri Szent Ferenc Külmissziós Intézet néven), és jóváhagyta regulájának első tervezetét.  
1899. március 4-én, mindössze három és fél évvel a szeminárium megnyitása után, az első két xavéri misszionáriust (Caio Rastelli papot és Edoardo Manini aldiakónust)  Kínába, Észak-Sanhsziba küldték, ahol a Kisebb Testvérek Rendje már működött. 
1903-ban Conforti, aki már Parma általános vikáriusa volt, átvette a ravennai érseki széket, és kénytelen volt lemondani intézménye vezetéséről: megbízta Melchiade Vivari stigmatinust, hogy készítsen teljesebb körű szabályzatokat, amelyeket a Hit Propaganda kongregációja vizsgálhat meg, hogy megszerezzék a xaveriánusok pápai jóváhagyását, de 1904-ben egészségi okokból elhagyta az érsekség vezetését, és visszatért Parmába misszionáriusaihoz. 
A xavereiánusok 1906. március 5-én kapták meg a dicsérő rendeletet a Propaganda Fide kongregációtól, majd XV. Benedek pápa 1921. január 6-án véglegesen jóváhagyta a rendet;  alkotmányuk legújabb változata az 1983-ban ünnepelt XI. általános káptalan által végrehajtott felülvizsgálat eredménye. 
1906. május 15-én megalapították és a xaveriek kezére bízták a Nyugat-honani apostoli prefektúrát ; 1911. május 2-án a prefektúrát apostoli vikariátussá emelték, és a xavéri Luigi Calza volt a kongregáció első szerzetese, akit püspökké szenteltek. 1928-ban Conforti Marseille-ben hajóra szállt, és meglátogatta a kínai missziókat. 
2011. október 23-án XVI. Benedek pápa szentté avatta Guido Maria Confortit.
Az intézetnek van egy női ága is, a Mária Missziós Társasága, amelyet 1945-ben Parmában alapított a xavéri Giacomo Spagnolo és Celestina Bottego anya.

## Tevékenységek és elterjedtsége
A xaveriánusok „egyetlen és kizárólagos […] célja Isten Országa jó hírének hirdetése a nem keresztényeknek”. 
Jelen vannak Európában (Franciaország, Olaszország, Egyesült Királyság, Spanyolország), Afrikában (Burundi, Kamerun, Csád, Kongói Demokratikus Köztársaság, Mozambik, Sierra Leone), Amerikában (Brazília, Kolumbia, Mexikó, Amerikai Egyesült Államok) és Ázsiában (Banglades, Kína, Japán, Fülöp-szigetek, Indonézia, Tajvan); az anyaszervezet Parmában, a főhadiszállás Rómában található. 
2005 végén a gyülekezetnek 186 háza és 848 szerzetese volt, akik közül 661 pap volt.

## Fordítás
- Ez a szócikk részben vagy egészben  a   Pia società di San Francesco Saverio per le missioni estere című olasz Wikipédia-szócikk ezen változatának fordításán alapul.  Az eredeti cikk szerkesztőit annak laptörténete sorolja fel. Ez a jelzés csupán a megfogalmazás eredetét és a szerzői jogokat jelzi, nem szolgál a cikkben szereplő információk forrásmegjelöléseként.

## Bibliográfia
- Pápai Évkönyv 2007-re, Libreria Editrice Vaticana, Vatikánváros, 2007 ISBN 978-88-209-7908-9
- ISME, Alapszabályok és Általános Szabályzatok. XI. Általános Káptalan, Róma, 1983.
- Juan Lozano, Misszió, egy életre szóló projekt. Teológiai spirituális kommentár a Xaver-féle alkotmányokról, EMI, Bologna, 1993 ISBN 88-307-0477-6
- Guerrino Pelliccia és Giancarlo Rocca (szerk.), Dictionary of the Institutes of Perfection (10 kötet), Edizioni paoline, Milánó, 1974–2003